# Inés Dussel

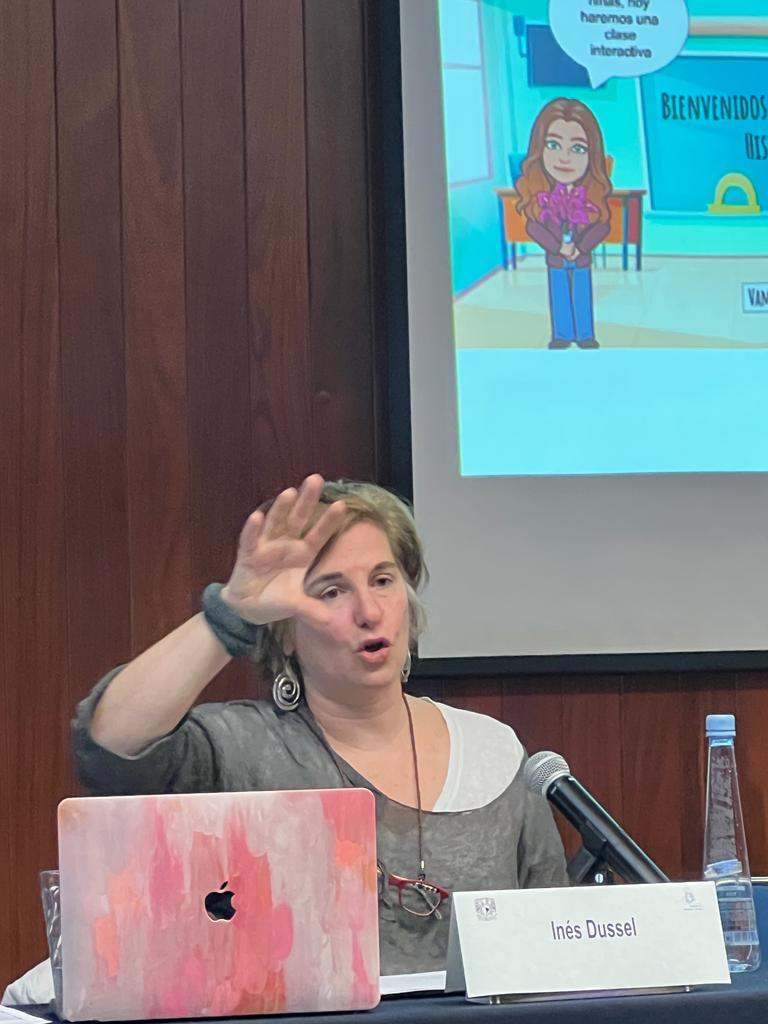

Inés Dussel, (Wilmington, Delaware, Estados Unidos, 1966) es una investigadora y docente, egresada de la Universidad de Wisconsin-Madison. Entre sus aportaciones al campo de la pedagogía y educación se encuentran las pedagogías de la imagen, historia de los saberes y de la cultura material de la escuela, así como historia y presente de los medios en la educación. Sus temas de investigación se vinculan a la cultura visual y digital desde la perspectiva histórica y pedagógica.

## Trayectoria académica
Estudió Ciencias de la Educación, en la Universidad de Buenos Aires, la Maestría en Ciencias Sociales en la Flacso Argentina y el Doctorado en enseñanza y currículum en la Universidad de Wisconsin-Madison. Es investigadora en el Departamento de Investigaciones Educativas, DIE-CINVESTAV. Ha brindado conferencias e impartido cursos en la Universidad de París 8, Universidad de Luxemburgo, Universidad de Wisconsin-Madison, Universidad Complutense de Madrid, Universidad de Granada, PUC-Sao Paulo, Brasil, Universidad Nacional Autónoma de México, Universidad Pedagógica Nacional de México, Universidad Autónoma Metropolitana-Iztapalapa, Universidad ARCIS (Chile), Universidad Nacional de La Plata y Universidad Nacional de Córdoba, entre otras. Fue becaria de la Fundación Spencer USA, DAAD en Alemania, el CNPq en Brasil, la Universidad de Buenos Aires y el Georg-Eckert-Institut de Alemania. 
Fundó una red sudamericana de alfabetización en medios e imágenes, Tramas. Educación, imágenes y ciudadanía con instituciones argentinas, chilenas y peruanas. Fue directora del Área Educación de FLACSO Argentina entre 2001 y 2008, donde coordinó proyectos de investigación enfocados a la formación docente, producción de materiales didácticos sobre desigualdad y educación, así como nuevas tecnologías en las aulas. Es integrante de la American Educational Research Association (AERA), Consejo Mexicano de Investigación Educativa (COMIE), Sociedad Argentina de Historia de la Educación (SAHE) y Philosophy of Education Society (PES).
Participa en los comités académicos de las revistas Educación y Pedagogía, de la Universidad de Antioquia, Revista Electrónica Iberoamericana sobre Calidad, Eficacia y Cambio en Educación, España y de Linhas, Revista do Programa de Mestrado em Educação e Cultura da Universidade do Estado de Santa Catarina, UDESC, Brasil.

En relación con su trayectoria académica y la influencia de su pensamiento menciona:
Empecé en 1984 a estudiar Ciencias de la Educación en la Universidad de Buenos Aires, y era un momento muy especial en Argentina, porque era el reingreso a la vida democrática. En el caso de mi familia, en particular, la dictadura había provocado varios hechos traumáticos como muertes, exilios, etc., y supongo que eso tenía qué ver con la historia y la memoria, en parte con revisar ese pasado. Tuve influencia de Cecilia Braslavsky, una historiadora de la Educación y una pedagoga muy importante en nuestro país y un poco después apareció Adriana Puiggrós, otra figura central en la pedagogía argentina y latinoamericana que sumó a mi formación la perspectiva de Latinoamérica.

## Obras
Entre sus obras destacan:
- La incorporación de TIC en la formación docente de los países del Mercosur. Estudios comparados sobre políticas e instituciones (2015)

## Obras en coautoría
Entre sus obras de coautoría destacan:
- Dussel, I. y L. Reyes-López,  La dimensión social de la lectura. La escuela: un espacio que no se puede abandonar(2014)

- Dussel, I., Minzi, V., Mosenson, F.,  Pagola, L., Peirone, F., Sibilia, P., La educación alterada. Aproximaciones a la escuela del siglo XXI (2010)

- Dussel, I., Brito, A., Núñez, P., Más allá de la crisis. Estudio nacional sobre las opiniones de jóvenes y profesores sobre la escuela secundaria (2007)

- Pineau, P., Dussel, I., Caruso, M., La escuela como máquina de educar. Tres ensayos sobre un proyecto de la modernidad (2001)

- Dussel, I., y M. Caruso, La invención del aula. Una genealogía de las formas de enseñar (2003)

## Premios
En 2018 obtuvo el Premio Alexander von Humboldt a su trayectoria académica, otorgado por la Humboldt Stiftung de Alemania.